# 지금, 헤어지는 중입니다
《지금, 헤어지는 중입니다》는 2021년 11월 12일부터 2022년 1월 8일까지 방송되었던 SBS 금토 드라마였다.

## 기획 의도
이별이라 쓰고 사랑이라 읽는 달고 짜고 맵고 시고 쓴 진짜 이별 이야기를 다룬 로맨틱 코미디 드라마

## 제작진

### 제작사
- 삼화네트웍스 : JTBC 수목 드라마 《쌍갑포차》, SBS 월화 드라마 《낭만닥터 김사부 2》, MBN 수목 드라마 《우아한 가》, JTBC 금토 드라마 《멜로가 체질》, KBS 2TV 일일 드라마 《태양의 계절》, SBS 금토 드라마 《열혈사제》 제작, SBS 아침 드라마 《불새 2020》 제작
- UAA

### 제작
- 안제현
- 신상윤

### 크리에이터
- 글 Line : JTBC 금토 드라마 《미스티》(크리에이터) 크리에이터
- 강은경

### 극본
- 제인 : JTBC 금토 드라마 《미스티》(집필) 집필

### 연출
- 이길복 : SBS 월화 드라마 《낭만닥터 김사부 2》(연출) 연출
- 김재현

## 등장 인물

### 주요 인물
- 송혜교 : 하영은 (38세) 역 - 패션회사 ㈜더 원의 탑브랜드 '소노' 디자인팀 팀장

냉정한 현실주의자이자 영리한 안정제일주의자
- 장기용 : 윤재국 (32세) 역 - 프리랜서 패션전문 포토그래퍼
- 최희서 : 황치숙 (38세) 역 - ㈜더 원 디자인팀 총괄이사

패션 그룹 <더 원>의 맏딸이자 하영은과 여고동창생
- 김주헌 : 석도훈 (40세) 역 - <비전피알PR> 대표

패션쇼, 화보, 셀럽들과 인플루언서들과의 협업을 통한 다채로운 런칭쇼까지 기획, 주관하는 <비전피알>의 대표이사.
- 박효주 : 전미숙 (38세) 역 - 하영은과 황치숙의 여고동창생, 전업주부.

오늘보다 내일을 사는 여자, 수호의 아내.
- 윤나무 : 곽수호 (36세) 역 - <비전피알> 기획팀 차장, 미숙의 남편.

스스로 상남자임을 자부하며 대범한척 하지만 사실은 눈물도 많고 정도 많고, 뭣보다 겁도 많은 남자.

### 더 원 사람들
- 주진모 : 황 대표 (68세) 역 - ㈜더 원의 대표

일찍이 실업고 졸업하고 동대문 원단가게에 취직, 몸으로 구르고 배우며 작은 수선집을 시장으로 오늘의 <더 원>을 만든 전형적인 자수성가형 인물.
- 오세훈 : 황치형 (32세) 역 - 황치숙의 늦둥이 남동생, ㈜더 원 신입사원.

딸 하나 낳고 통 아들 소식이 없어 어머니가 성당 새벽기도에 부처님께 백팔배하고 낳은 늦둥이 아들.
- 장혁진 : 고광수 (55세) 역 - <더 원> 생산부 본부장

별명 딴지일보, 자기보다 잘난 사람, 자기보다 아이디어 좋은 사람, 자기보다 황대표가 이뻐하는 사람이 의견, 기획 등은 일단 딴지부터 걸어 일보후퇴 시킨다는 말에서 나온 별명.
- 송유현 : 오인아 (32세) 역 - <더 원>의 세컨 브랜드 '라몽'의 디자인 팀장이자 런칭 브랜드 <끌레르메리> 팀장

- 김보정 : 남나리 (30세) 역 - <더 원> '소노'팀 과장

강남 엄마 밑에서 자라 정답 고르는 일엔 능통한 전형적인 강남 키즈
- 문주연 : 안선주 (29세) 역 - <더 원> '소노'팀 대리

자기 감정에 솔직하며 속내를 즉각적으로 표현하는 타입
- 하영 : 정소영 (25세) 역 - <더 원> '소노' 디자인팀 막내

딱 요즘 아이

### 영은 주변 인물들
- 최홍일 : 하택수 (64세) 역 - 정년을 한달 앞둔 중학교 교감선생님, 영은의 아버지.

- 남기애 : 강정자 (67세) 역 - 힐즈 백화점 문화센터 터줏대감, 영은의 어머니.

### 재국 주변 인물들
- 차화연 : 민혜옥 (66세) 역 - 재국의 어머니, 유통업 집안의 막내딸.

알짜배기 유통망을 거느린 유통업 집안의 막내딸로 어려서부터 제대로 된 교육을 받고 자란 사모님.
- 윤정희 : 신유정 (40세) 역 - 백화점 <힐즈>의 상무이사, 인플루언서. 힐즈 그룹 외동딸.

### 그 외 인물
- 유라 : 혜린 (29세) 역 - 인플루언서, 본명 양은희

타고난 비주얼. 죽기 살기로 관리하는 노력 덕에 100만명 이상의 인스타 팔로워를 보유중인 우리 시대 최고의 셀럽이자, 프로근성 투철한 진정한 인플루언서.
- 기은세 : 서민경 (33세) 역 - 비전피알 마케팅팀 대리

깔끔하고 단정하며 쿨한 커리어우먼, 수호의 오피스 와이프이자 연인이자 부하직원.
- 박보경 : 최지연 역

- 이영석

- 김도건 : 지미 역

- 이정길 : 윤성철 역 (†) - 재국의 아버지.

- 신동욱 : 윤수완 역 (†) - 재국의 형.

- 최효은 : 이성민 역 - 패션회사 ㈜더원의 세컨드브랜드인 “라몽”의 디자인팀  대리

- 문아람 : 송현주 역 - 패션회사 ㈜더 원의 디자인팀 과장

- 천소라 : 김비서 역 - ㈜더 원 황대표의 비서

- 노하연 : 곽지민 역 - 미숙,수호의 딸

- 김영아 : 최희자 역

- 미상 : 경쟁 브랜드 팀장 역
- 박미숙 : 누벨바그 편집장 김서현, 유정 친구 역 (13~14회)
- 미상 : 프랑스 유명 디자이너 역
- 정현석 : 힐즈백화점 신유정 상무 부하직원 역

## 시청률
최저 시청률과 최고 시청률은 시청률 조사회사와 지역별로 시청률에 차이가 있을 수 있습니다.
| 2021년 | 2021년    | 2021년         | 2021년         | 2021년       | 2021년 |
| 회차   | 방송일    | TNmS 시청률    | AGB 시청률     | AGB 시청률   |        |
| 회차   | 방송일    | 대한민국(전국) | 대한민국(전국) | 서울(수도권) |        |
| ------ | --------- | -------------- | -------------- | ------------ | ------ |
| 제1회  | 11월 12일 | -              | 6.4%           | 6.6%         |        |
| 제2회  | 11월 13일 | 6.8%           | 8.0%           | 9.0%         |        |
| 제3회  | 11월 19일 | 5.5%           | 7.3%           | 7.3%         |        |
| 제4회  | 11월 20일 | 5.7%           | 7.9%           | 8.5%         |        |
| 제5회  | 11월 26일 | 5.3%           | 7.0%           | 7.5%         |        |
| 제6회  | 11월 27일 | -              | 7.6%           | 8.4%         |        |
| 제7회  | 12월 3일  | -              | 6.4%           | 6.9%         |        |
| 제8회  | 12월 4일  | 5.0%           | 6.9%           | 7.4%         |        |
| 제9회  | 12월 10일 | 5.2%           | 6.9%           | 7.5%         |        |
| 제10회 | 12월 11일 | 5.4%           | 6.8%           | 7.5%         |        |
| 제11회 | 12월 17일 | 4.4%           | 6.5%           | 6.9%         |        |
| 제12회 | 12월 24일 | -              | 5.7%           | 6.3%         |        |
| 제13회 | 12월 25일 | -              | 4.9%           | 5.5%         |        |
| 2022년 |           |                |                |              |        |
| 제14회 | 1월 1일   | -              | 4.2%           | 4.6%         |        |
| 제15회 | 1월 7일   | 5.3%           | 6.8%           | 6.8%         |        |
| 제16회 | 1월 8일   | 4.9%           | 6.7%           | 7.1%         |        |

## 결방
- 2021년 12월 18일 : 《2021 SBS 연예 대상》 시상식 중계 방송으로 인한 결방.
- 2021년 12월 31일 : 《2021 SBS 연기 대상》 시상식 중계 방송으로 인한 결방.

## 참고 사항
- 이길복 PD, 장혁진, 김주헌, 박효주, 윤나무는 SBS 월화 드라마 《낭만닥터 김사부 2》 이후 1년 만에 재회하여 합류하였다.
- 박영수 CP, 윤정희는 SBS 주말 특별 기획 드라마 《가문의 영광》 이후 12년 만에 재회하여 합류하였다.
- 윤정희, 박미숙은 SBS 주말 드라마 《하늘이시여》 이후 16년 만에 재회하여 캐스팅 되었다.

## 같이 보기
- 대한민국의 텔레비전 드라마 목록 (ㅈ)
- 2021년 대한민국의 텔레비전 드라마 목록